# Chip Jackson
Chip Jackson, né le 15 mai 1950 à Rockville Centre, est un contrebassiste de jazz américain. Il a notamment joué en trio avec Billy Taylor,.

## Discographie
Avec Al Di Meola
- Soaring Through a Dream (en) (Manhattan, 1985)

Avec Teddy Edwards
- Ladies Man (en) (HighNote, 2000)

Avec Danny Gottlieb
- Whirlwind (Atlantic, 1989)

Avec Elvin Jones
- Live at the Village Vanguard Volume One (en) (Landmark, 1984)
- In Europe (en) (Enja, 1991)

Avec Jack Walrath (en)
- Wholly Trinity (en) (Muse, 1986 [1988])